# Fascia profunda
La fascia profunda (o fascia envolvente) es una fascia, una capa de tejido conectivo denso que puede rodear músculos individuales y grupos de músculos para separarse en compartimentos fasciales.
Este tejido conectivo fibroso interpenetra y rodea los músculos, huesos, nervios y vasos sanguíneos del cuerpo. Proporciona conexión y comunicación en forma de aponeurosis, ligamentos, tendones, retináculos, cápsulas articulares y tabiques. Las fascias profundas envuelven todo el hueso (periostio y endostio); cartílago (pericondrio) y vasos sanguíneos (túnica externa) y se especializan en músculos (epimisio, perimisio y endomisio) y nervios (epineuro, perineuro y endoneuro). La alta densidad de fibras de colágeno le da a la fascia profunda su fuerza e integridad. La cantidad de fibra de elastina determina cuánta extensibilidad y resistencia tendrá.

## Ejemplos
Ejemplos incluyen:
- Fascia lata
- Fascia profunda de la pierna
- Fascia braquial
- Fascia de Buck

## Dinámica fascial
La fascia profunda es menos extensible que la fascia superficial. Es esencialmente avascular, pero está ricamente inervado con receptores sensoriales que informan la presencia de dolor (nociceptores); cambio en el movimiento (propioceptores); cambio de presión y vibración (mecanorreceptores); cambio en el medio químico (quimiorreceptores); y fluctuación de la temperatura (termorreceptores). La fascia profunda puede responder a la información sensorial contrayéndose; relajándose; o agregando, reduciendo o cambiando su composición a través del proceso de remodelación fascial.
La fascia puede contraerse debido a la actividad de los miofibroblastos que pueden desempeñar un papel en la cicatrización de heridas. La fascia profunda también puede relajarse. Mediante el control de los cambios en la tensión muscular, la posición de las articulaciones, la velocidad de movimiento, la presión y la vibración, los mecanorreceptores de la fascia profunda son capaces de iniciar la relajación. La fascia profunda puede relajarse rápidamente en respuesta a una sobrecarga muscular repentina o a movimientos rápidos. Los órganos tendinosos de Golgi funcionan como un mecanismo de retroalimentación al provocar la relajación miofascial antes de que la fuerza muscular sea tan grande que los tendones se desgarren. Los corpúsculos de Pacini detectan cambios en la presión y la vibración para controlar la tasa de aceleración del movimiento. Iniciarán una respuesta relajante repentina si el movimiento ocurre demasiado rápido. La fascia profunda también puede relajarse lentamente a medida que algunos mecanorreceptores responden a los cambios en escalas de tiempo más largas. A diferencia de los órganos tendinosos de Golgi, los receptores de Golgi informan la posición de las articulaciones independientemente de la contracción muscular. Esto ayuda al cuerpo a saber dónde están los huesos en un momento dado. Las terminaciones de Ruffini responden al estiramiento regular ya la presión sostenida lenta. Además de iniciar la relajación fascial, contribuyen a la relajación de todo el cuerpo al inhibir la actividad simpática que ralentiza el ritmo cardíaco y la respiración.
Cuando persiste la contracción, la fascia responderá con la adición de nuevo material. Los fibroblastos secretan colágeno y otras proteínas en la matriz extracelular donde se unen a las proteínas existentes, haciendo que la composición sea más espesa y menos extensible. Aunque esto potencia la resistencia a la tracción de la fascia, lamentablemente puede restringir las mismas estructuras que pretende proteger. Las patologías resultantes de las restricciones fasciales van desde una leve disminución en el rango de movimiento de la articulación hasta una severa unión fascial de músculos, nervios y vasos sanguíneos, como en el síndrome compartimental de la pierna. Sin embargo, si la contracción fascial se puede interrumpir el tiempo suficiente, se produce una forma inversa de remodelación fascial. La fascia normalizará su composición y tono y el material adicional generado por la contracción prolongada será ingerido por los macrófagos dentro de la matriz extracelular.
Al igual que los mecanorreceptores, los quimiorreceptores de la fascia profunda también tienen la capacidad de promover la relajación de la fascia. Tendemos a pensar que la relajación es algo bueno, sin embargo, la fascia necesita mantener cierto grado de tensión. Esto es especialmente cierto en el caso de los ligamentos. Para mantener la integridad de las articulaciones, deben proporcionar la tensión adecuada entre las superficies óseas. Si un ligamento está demasiado laxo, es más probable que se produzca una lesión. Ciertos productos químicos, incluidas las hormonas, pueden influir en la composición de los ligamentos. Un ejemplo de esto se ve en el ciclo menstrual, donde se secretan hormonas para crear cambios en la  fascia uterina y del piso pélvico. Sin embargo, las hormonas no son específicas del sitio y los quimiorreceptores en otros ligamentos del cuerpo también pueden ser receptivos a ellas. Los ligamentos de la rodilla pueden ser una de las áreas donde esto sucede, ya que se ha demostrado una asociación significativa entre la fase ovulatoria del ciclo menstrual y una mayor probabilidad de lesión del ligamento cruzado anterior.

## Acupuntura
Se ha sugerido que la manipulación de la fascia con agujas de acupuntura es responsable de la sensación física del qi que fluye a lo largo de los meridianos del cuerpo, aunque no existe una base anatómica o histológica verificable físicamente para la existencia de puntos de acupuntura o meridianos.